# Siegbert Horn
Siegbert Horn (Schönewalde 11 mei 1950 - Elsterwerda, 9 augustus 2016) was een Oost-Duits kanovaardster gespecialiseerd in slalom. 
Horn werd in 1971 en 1975 wereldkampioen in de K-1 individueel. Horn behaalde zijn grootste succes met het winnen van olympisch goud tijdens de Olympische Zomerspelen 1972 in het West-Duitse München. Kanoslalom verdween waardoor Horn maar één Olympische Spelen deel kon nemen. Horn verloor in 2016 de strijd tegen kanker. 

## Belangrijkste resultaten

### Olympische Zomerspelen
| Editie | Plaats  | Resultaten |
| ------ | ------- | ---------- |
| 1972   | München | K-1 Slalom |

### Wereldkampioenschappen kanoslalom
| Jaar | Plaats              | Resultaten                        |
| ---- | ------------------- | --------------------------------- |
| 1971 | Alpe di Mera        | K-1 Slalom · K-1 Slalom team      |
| 1973 | Muotathal           | K-1 Slalom · K-1 Slalom team      |
| 1975 | Skopje              | K-1 Slalom · K-1 Slalom team      |
| 1977 | Spittal an der Drau | 11e K-1 Slalom 4e K-1 Slalom team |

1972: Siegbert Horn ·
1992: Pierpaolo Ferrazzi ·
1996: Oliver Fix ·
2000: Thomas Schmidt ·
2004: Benoît Peschier ·
2008: Alexander Grimm ·
2012: Daniele Molmenti ·
2016: Joe Clarke ·
2020: Jiří Prskavec ·
2024: Giovanni De Gennaro